# Monson, Kalifornien
'Monson är en ort i Tulare County i delstaten Kalifornien, USA.